# ファーカー諸島
ファーカー諸島（ファーカーしょとう、Farquhar Group）は、インド洋に存在するセーシェル領の諸島である。なお、セーシェルの首都はマヘ島のヴィクトリアであり、首都から見ると南西に約7006nbsp;kmの場所に位置する。
ファーカー諸島は以下の環礁や島などから構成されている。
- ファーカー環礁（英語版）
- プロビデンス環礁（英語版）
- サンピエール島（英語版）
- Wizard Reef

これらの中で、ほぼ南緯10度に位置するファーカー環礁には、唯一集落が存在する。2016年現在の人口は、20人である。